# Ernest Hillas Williams
Ernest Hillas Williams (16 de agosto de 1899 - Málaga, 5 de febrero de 1965) fue un juez irlandés que sirvió como funcionario colonial del Imperio británico con sede durante la mayor parte de su carrera en el Hong Kong británico y más tarde también fue el segundo presidente del Poder Judicial Combinado de Sarawak, Borneo del Norte y Brunéi.

## Carrera
Williams recibió una licenciatura en matemáticas del Trinity College de Dublín en 1922. Mientras servía en el Servicio Colonial, Williams fue ascendido de administrador colonial a juez de primera instancia y más tarde también se desempeñó como fiscal general adjunto de Hong Kong. Durante su estancia en el Hong Kong británico, Williams fue nombrado dos veces secretario interino de asuntos chinos del Consejo Ejecutivo de Hong Kong. Tras los acontecimientos de la Segunda Guerra Mundial, Williams fue enviado al Borneo británico y sucedió a  Ivor Llewellyn Brace como presidente del Poder Judicial Combinado de Sarawak, Borneo del Norte y Brunéi.
Williams también fue sargento del Cuerpo de Defensa Voluntario de Hong Kong.

## Prisionero de guerra
Williams fue un prisionero de guerra recluido en un campo en el cuartel de Sham Shui Po antes de ser trasladado posteriormente a Innoshima, prefectura de Hiroshima por el Ejército Imperial Japonés.

## Honores
- Reino Unido:
  -  Knight Bachelor (Kt) – Sir (1957)[7]

## Muerte
Williams murió a principios de febrero de 1965 mientras estaba en la ciudad de Málaga, España. Fue enterrado en el Cementerio Inglés de la ciudad.